# Nejvyšší lidový soud Čínské lidové republiky
Nejvyšší lidový soud Čínské lidové republiky (čínsky v českém přepisu Čung-chua žen-min kung-che-kuo cuej-kao žen-min fa-jüan, pchin-jinem Zhōnghuá Rénmín Gònghéguó Zuìgāo Rénmín Fǎyuàn, znaky zjednodušené 中华人民共和国最高人民法院) je vrcholný orgán soudní moci v Čínské lidové republice. Dohlíží na výkon soudní moci soudy nižších úrovní, včetně speciálních soudů (např. vojenských), je odvolacím soudem v poslední instanci, od roku 2006 přezkoumává všechny rozsudky smrti. Odpovídá se Všečínskému shromáždění lidových zástupců a jeho stálému výboru. Sestává z cca 340 soudců, rozdělených do specializovaných senátů (trestních, civilních, správních, existuje tribunál pro ochranu duševního vlastnictví).
V čele Nejvyššího lidového soudu stojí předseda volený Všečínským shromážděním lidových zástupců na nejvýše dvě pětiletá funkční období. Jeho náměstky a soudce Nejvyššího lidového soudu volí stálý výbor Všečínského shromáždění lidových zástupců.
Počínaje rokem 2014 vzniklo šest „okružních soudů“ (čínsky v českém přepisu sün-chuej fa-tching, pchin-jinem xúnhuí fǎtíng, znaky zjednodušené 巡迴法庭), poboček Nejvyššího lidového soudu, pravomoc pobočky se vztahuje zpravidla na několik provincií. Existují okružní soudy:
- 1. okružní soud v Šen-čenu pro Kuang-tung, Kuang-si a Chaj-nan,
- 2. okružní soud v Šen-jangu pro Liao-ning, Ťi-lin a Chej-lung-ťiang,
- 3. okružní soud v Nankingu pro Ťiang-su, Če-ťiang, Fu-ťien, Ťiang-si a Šanghaj,
- 4. okružní soud v Čeng-čou pro Che-nan, Šan-si, An-chuej a Chu-pej,
- 5. okružní soud v Čchung-čchingu pro Čchung-čching, S’-čchuan, Kuej-čou, Jün-nan a Tibet,
- 6. okružní soud v Si-anu pro Šen-si, Kan-su, Ning-sia, Čching-chaj a Sin-ťiang.

Nejvyšší lidový soud byl zřízen roku 1949 se vznikem Čínské lidové republiky jako Nejvyšší lidový soud Ústřední lidové vlády (čínsky v českém přepisu Čung-jang žen-min čeng-fu cuej-kao žen-min fa-jüan, pchin-jinem Zhōngyāng Rénmín Zhèngfǔ Zuìgāo Rénmín Fǎyuàn, znaky zjednodušené 中央人民政府最高人民法院) s přijetím první ústavy Čínské lidové republiky roku 1954 se jeho název změnil na současný.
Působnost Nejvyššího lidového soudu se nevztahuje na Hongkong a Macao, které mají vlastní právní systémy.

## Seznam předsedů Nejvyššího lidového soudu
| Pořadí | Portrét | Jméno                      | Volební období VSLZ | Nástup do úřadu | Opuštění úřadu | Poznámky, další funkce (během funkčního období) |
| ------ | ------- | -------------------------- | ------------------- | --------------- | -------------- | --- |
| 1.     |         | Šen Ťün-žu (沈钧儒)        | –                   | říjen 1949      | září 1954      | místopředseda celostátního výboru Čínského lidového politického poradního shromáždění, člen Čínské demokratické ligy                                                   |
| 2.     |         | Tung Pi-wu (董必武)        | 1.                  | září 1954       | duben 1959     | člen politbyra ÚV KS Číny, místopředseda celostátního výboru Čínského lidového politického poradního shromáždění, tajemník Ústřední kontrolní komise KS Číny (od 1955) |
| 3.     |         | Sie Ťüe-caj (谢觉哉)       | 2.                  | duben 1959      | leden 1965     | |
| 4.     |         | Jang Siou-feng (杨秀峰)    | 3.                  | leden 1965      | leden 1975     | člen ÚV KS Číny (do 1969) |
| 5.     |         | Ťiang Chua (江华)          | 4.                  | leden 1975      | červen 1983    | kandidát ÚV KS Číny (do 1977), člen ÚV KS Číny (1977–1982) |
| 6.     |         | Čeng Tchien-siang (郑天翔) | 5.                  | červen 1983     | duben 1988     | člen ústřední poradní komise KS Číny |
| 7.     |         | Žen Ťien-sin (任建新)      | 6.                  | duben 1988      | březen 1993    | člen ÚV KS Číny (do 1997), tajemník politické a právní komise ÚV KS Číny (1992–1997), tajemník ÚV KS Číny (1992–1997)                                                  |
| 7.     | 7.      | Žen Ťien-sin (任建新)      | březen 1993         | březen 1998     |                | člen ÚV KS Číny (do 1997), tajemník politické a právní komise ÚV KS Číny (1992–1997), tajemník ÚV KS Číny (1992–1997)                                                  |
| 8.     |         | Siao Jang (肖扬)           | 8.                  | březen 1998     | březen 2003    | člen ÚV KS Číny |
| 8.     | 9.      | Siao Jang (肖扬)           | březen 2003         | březen 2008     |                | člen ÚV KS Číny |
| 9.     |         | Wang Šeng-ťün (王胜俊)     | 11.                 | březen 2008     | březen 2013    | člen ÚV KS Číny |
| 10.    |         | Čou Čchiang (周强)         | 12.                 | březen 2013     | březen 2018    | člen ÚV KS Číny |
| 10.    | 13.     | Čou Čchiang (周强)         | březen 2018         | březen 2023     |                | člen ÚV KS Číny |
| 11.    |         | Čang Ťün (张军)            | 14.                 | březen 2023     | v úřadě        | člen ÚV KS Číny |